# Превосходство (фильм)
«Превосходство» (англ. Transcendence) — научно-фантастический фильм 2014 года, режиссёрский дебют оператора Уолли Пфистера по сценарию Джека Паглена. В главных ролях — Джонни Депп, Ребекка Холл, Пол Беттани и Морган Фримен. Премьера в США состоялась 18 апреля 2014 года.

## Сюжет
Выдающийся исследователь в области изучения искусственного разума доктор Уилл Кастер работает над созданием компьютера, который, по его словам, сможет достичь состояния «превосходства» (то есть, технологической сингулярности), превзойдя разум всего человечества и собрав в себе все знания и опыт, накопленные людьми. Однако радикальная антитехнологическая группировка RIFT (букв. «Революционная независимость от технологии») совершает серию террористических актов, уничтожая основные лаборатории по разработке искусственного интеллекта, убивая многих исследователей и смертельно раня самого Уилла пулей, отравленной полонием. Уиллу остаётся жить не более пяти недель.
Жена Уилла Эвелин и лучший друг Макс Уотерс узнают, что один из убитых учёных успел создать алгоритм записи мозговой активности, то есть создания компьютерной копии разума. Используя алгоритм, Эвелин копирует сознание Уилла на жёсткие диски суперкомпьютера PINN, созданного Кастером ранее, и хотя тело Уилла умирает, его разум возрождается в машине, таким образом обретая цифровое бессмертие. RIFT, следившие за процессом, не успевают уничтожить Уилла, и тот загружает себя в Интернет, становясь недосягаемым. В этой форме он обладает безграничными умственными способностями (как и предполагал при жизни), которые использует, чтобы раскрыть правительству личности большинства участников RIFT, добившись тем самым их ареста. Лидер RIFT Бри, остатки её организации и захваченный ими Макс скрываются в глухом лесу, где Уилл не может их найти из-за отсутствия инфраструктуры. Постепенно Бри убеждает Макса, что Уилл опасен, но тот не видит способа как-либо остановить разум, превосходящий любого человека.
В облике искусственного интеллекта Уилл зарабатывает огромную сумму денег, покупая город Брайтвуд в пустыне и строя там лабораторию, которая должна стать вместилищем его разума. Спустя два года полумёртвый город процветает, а Уилл разрабатывает огромное количество технологий, включая наноремонт и наномедицину — способность лечить любые раны и болезни. Его нанороботы могут даже изменять климат, очищать воду и атмосферу на всей планете. Однако, когда Уилл спасает от смерти раненого смотрителя города, Эвелин осознаёт, что в результате тот стал наполовину машиной, подключённой к Уиллу и обладающей сверхчеловеческой силой. Она начинает опасаться, что Уилл теряет свою человечность и, как и всякий разум, стремится к эволюции, к состоянию, в котором он способен будет заместить примитивную органическую жизнь, приведя все человечество к «превосходству». Уилл даже воссоздаёт собственное тело, фактически воскреснув из мёртвых.
RIFT пытаются раскрыть эксперименты Уилла миру, но вместо желаемого результата добиваются лишь паломничества в Брайтвуд большого числа инвалидов, никому из которых Уилл не отказывает: каждый прошедший процедуру «вознесения» подключается к его сети. Бывший коллега Уилла Джозеф Таггер приезжает в Брайтвуд и из-за неудачной шутки Уилла при ответе на вопрос («докажи, что у тебя есть самосознание») приходит к выводу, что хоть искусственный интеллект и обладает воспоминаниями и даже характером Уилла, но все равно является нечеловеческой сущностью, лишь имитирующей мышление человека. Покинув город, Джозеф и агент ФБР, некогда расследовавший дело RIFT, решают уничтожить Уилла, для чего объединяют усилия с RIFT, чтобы впоследствии, если уничтожение Уилла приведёт к краху технологической цивилизации, попытаться обвинить их в произошедшем.
Захватив образец кода Уилла, Макс создает компьютерный вирус, способный отключить Уилла, и, как следствие, всю инфраструктуру человечества, подключённую к Сети. Эвелин, также схваченная после ссоры с Уиллом, предлагает пронести вирус в своём теле, так как она единственная, кого Уилл допустит в своё сознание и, чтобы спасти её от смерти, согласится загрузить в собственное ядро копию её зараженного разума. Опасаясь, что Уилл может не поверить Эвелин, RIFT и военные открывают огонь по лаборатории, смертельно раня Эвелин, ожидая, что, пытаясь спасти Эвелин, Уилл загрузит её разум в машину. Нанотехнологии Уилла без единой жертвы отражают нападение, после чего Бри угрожает убить Макса, если Уилл не загрузит вирус сам. Уилл делает вид, будто не может одновременно спасти жену и избежать заражения вирусом. Он признаётся Эвелин, что изменить мир всегда было её мечтой, и всё, что он делал, он делал ради неё. А также признаётся, что, даже сделав свой разум искусственным, он остался тем же человеком, каким был при жизни. После чего, добровольно заразив сам себя, отключается, «умирая» вместе с женой. Вместе с ним отключается и вся электроника в мире, так как вся Сеть стала частью сознания Уилла.
Спустя три года, пока человечество медленно восстанавливается после краха, Макс находит сад Уилла и Эвелин, в котором случайно обнаруживает живые наночастицы Уилла.

## В ролях
| Актёр               | Роль                       |
| ------------------- | -------------------------- |
| Джонни Депп         | Уилл Кастер                |
| Ребекка Холл        | Эвелин Кастер              |
| Пол Беттани         | Макс Уотерс                |
| Морган Фримен       | Джозеф Таггер              |
| Кейт Мара           | Бри                        |
| Киллиан Мёрфи       | агент ФБР Дональд Бьюкенен |
| Клифтон Коллинз-мл. | Мартин                     |
| Джош Стюарт         | Пол                        |
| Люче Рэйнс          | Роджер                     |
| Коул Хаузер         | полковник Стивенс          |
| Кори Хардрикт       | Джоэл Эдмунд               |
| Фальк Хенчель       | Боб                        |
| Уоллес Лэнгэм       | доктор Штраус              |

## Создание
О создании фильма «Превосходство» режиссер Уолли Пфистер говорил:
«Я давно хотел что-нибудь поставить, искал разные проекты и прочел кое-какие сценарии. „Превосходство“ сильно меня задело. Интереснее всего показались его оригинальность и волнующая тематика. К тому же, когда я был пацаном, я читал научно-фантастические романы Артура Кларка, Роберта Хайнлайна, Айзека Азимова и Фрэнка Герберта».
Съёмки фильма проходили в Альбукерке, Белене, Лос-Анджелесе и Нортридже.
На одну из главных ролей рассматривались Джеймс Макэвой, Тоби Магуайр и Кристиан Бейл, но в итоге её исполнил Джонни Депп, гонорар которого составил 20 млн долларов. Роль второго плана предлагалась Кристофу Вальцу.
После того, как Кейт Уинслет из-за конфликта в графике съёмок отказалась от главной женской роли, на роль стала рассматриваться Нуми Рапас. Юэн Макгрегор и Том Харди рассматривались на роль Макса, но они оба отказались также по причине нестыковок в графиках съёмок.
Окончательными кандидатками на роль Эвелин были Эмили Блант, Руни Мара и Ребекка Холл.
Первоначальный сценарий к фильму Джека Паглена попал в «Чёрный список» лучших неспродюсированных сценариев 2012 года.

## Критика
Фильм получил в основном негативные отзывы кинокритиков. На сайте Rotten Tomatoes положительными оказались 19 % рецензий. На Metacritic средний рейтинг фильма составляет 42 балла из 100 на основе 45 рецензии, что является негативной оценкой.